# 新使徒的改革
新使徒的改革（しんしとてきかいかく、New Apostolic Reformation、NAR）とは、キリスト教界において、カトリック、プロテスタント（伝統的ペンテコステ派、カリスマ派、福音派を含む）、東方諸教会（Oriental Orthodoxy）、東方正教会（ Eastern Orthodoxy）に続く第五の会派を形成することを模索する運動である。
この運動は主に、以前ペンテコステ派やカリスマ派に属していたが、それらから分離して、失われた教会の統治機能である使徒および預言者の職の回復を提唱する教会によって構成されている。

## 信条
Mạng lưới này quảng bá mạnh mẽ các giáo lý của Phong trào Cải cách Tông đồ Mới (NAR), một phong trào tân ân tứ và của Paul Cain (1929–2019), mục sư Cơ đốc giáo Ngũ Tuần [ 13
「新使徒的改革（NAR)」なる名称は、もともとペンテコステおよびカリスマ派教会内部の運動を説明するためにピーター・ワグナーが使用したものであった。この神学的運動は特定の組織の名称を指すものではなく、したがって公式のメンバーシップは存在しない。NAR運動に加わったり影響を受けている者たちは、特定の信条について多様な見解を保持している。NARの各信者は、自身の内に働く聖霊については各々が属する教派の解釈に従うが、「聖霊の働き」としては大部分の教派では認められていない、各信者に対するキリスト自身によるとされる直接の「啓示」や「預言」、「癒し」などの奇跡などが行われる。 この運動には「聖霊の第三の波」という説明的な名称も付与されている。
NARは、福音主義プロテスタントの大部分の教派と同様に、教会を救われた信者のまことの体であるとみなしているが、教会の指導者の性質、特に「五役者の働き」の教義に関する見解において、プロテスタントの伝統と異なる。
「五役者の働き」とは、エペソ4:11に見られる、いわゆる「使徒および預言者」 、伝道師、牧師、教師の非伝統的解釈に基づいており、失われた五役者の働きを使徒および預言者も含めて完全に回復するべきものとする。
ワグナーはNARと他のプロテスタント教派との相違点を以下のように列挙している。（伝統的なペンテコステ派とも乖離していることに注意） 
- Apostolic governance 使徒的統治 – 使徒パウロの例をとり、イエス・キリストが「使徒」らを現代に至るまで教会内で任命し続けていると主張する。
- The office of the prophet 預言者職 – 教会には現在も預言者なる機能および職分が存在すると主張する。
- Dominionism 支配神学 – Dominion theology (dominionism) 支配神学とは、人類の堕落以来、この世はサタンの影響下にあるため、クリスチャンの権威および義務として神のために神の国を取り戻し、それを支配すべきであるという考えに基づく。典拠として主の祈り「御国を来たらせたまえ。御心が天にあるように地にもなさせたまえ」を引用する。
- Theocracy – 似たような意図や目的を有してはいるが、いわゆるTheocratic Government 神権政治のことではなく、神の王国（NAR）のマインドを持った人々を社会のあらゆるエリア、特に宗教、家庭、教育、政府、メディア、アートおよびエンタテインメント、ビジネスの７つの各分野に配置することを目的とする。.[1]
- Relational structures関係的構造 – 教会統治には形式ばった構造は存在せず、「使徒」らによる関係的で自発的な連携に基づく。[2]

ピーター・ワグナーはNAR運動に参加している大多数の教会では、霊的戦いのミニストリーが活発に行われていると書いている 。またワグナーはNARに対する批判に答える記事の中で、NAR運動に参加している人々は、使徒信条とすべてのキリスト教教義の正統性を信じていると述べている。
NARの伝統的ペンテコステ派との類似点は以下の通りである：
- 超自然的なしるしと不思議 - 癒し、悪魔の解放、預言などのしるしと不思議が、聖霊の働きに伴って現れるとされる。
- 超自然的な啓示 - すべての信者は、聖霊から直接啓示を受ける能力があるとされる。原則として、個人に対する啓示は聖書に書かれていることと矛盾していてはならないが、それを補足することはできるとされる。

## 歴史
新使徒的改革の源流は、1900年代のペンテコステ運動と1960年代および80年代のカリスマ運動に基づいている。
1996年、米国人神学者のピーター・ワグナー は米国カリフォルニア州パサデナのフラー神学校において、500人の福音派のリーダーを招いて、教会の組織化や伝道についての全米超教派大会（the National Symposium on the Postdenominational Church）を開いた。 この集会以降、この用語はさまざまな教会で用いられるようになった。

## 構成員
NARは支配神学で知られ、「五役者の働き」すなわち使徒と預言者の働きを伝道者、牧師、教師と並行して継続することを信奉する運動である（エペソ4:11-13）。NARに関連するとしてしばしば言及される人物は以下のとおりである。
- Lou Engle, founder of TheCall[4]
- Bill Johnson, senior leader of Bethel Church[5]
- Guillermo Maldonado, co-founder and senior pastor of El Rey Jesús
- Rick Joyner, founder of MorningStar Ministries
- John P. Kelly, founder of John P. Kelly Ministries and Convening Apostle
- C. Peter Wagner, founder of Global Harvest Ministries
- Ché Ahn, Harvest International Ministries[6]
- Todd White, Lifestyle Christianity[6]
- Randy Clark, Global Awakening[6]
- Kenneth Copeland, Kenneth Copeland Ministries[7][8]
- Rodney Howard-Browne, Revival Ministries International[9]

ピーター・ワグナーおよびグローバル・ハーベスト・ミニストリーは、2001年を第二次使徒時代の開始と捉え、この年に失われていた使徒・預言者職が回復されたと考えた。
ベテル教会のビル・ジョンソン牧師は、NARの一員と目されており、ベテル教会がNARの教義を受け入れるよう信徒を導いていると論難されたのち、定期的にNARの指導者に挙げられるようになった。ジョンソン牧師自身は、使徒職と預言職を信じていることを認めながらも、ベテル教会の声明ではNARとの関係を否定している。
NARに属する教会としてリック・ジョイナーの「モーニングスター・ミニストリー」が挙げられたとき、ジョイナーは「偽使徒の大群が放たれるであろう」として、続けて「我々のチームは、人間関係よりも組織の上に成り立つ偽りの『使徒運動』について警告する、非常に具体的な夢を2つ受け取った。これら偽使徒が企業のCEOのような使徒を生み出そうとしていること、そしこの運動が教会に大きな損害を与える可能性があることを示していました。この偽使徒運動に対する敵の意図は、使徒と呼ばれるものに対して、教会に深い反感を抱かせることである」と述べた。

## 論争および批判
ペンテコステ運動の代表的教団であるアッセンブリーズ・オブ・ゴッドは、現代で「使徒」および「預言者」を名乗る者がいることに否定的である。
テキサス・オブザーバー紙の環境問題担当記者であるフォレスト・ウィルダーは、新使徒的改革を「恍惚的礼拝と超自然的奇跡を強調するペンテコステ主義にアドレナリン注射を加えたようなものである」と表現している。 ワイルダーは、NARに関係する人々の信念は「奇妙な方向に向かうことがある」とし、「聖書無謬主義を極端にしたものだ」と付け加えている。
アル・ジャジーラ はNARの支配神学をハイライトした記事でNARを「アメリカのタリバン」と呼称し、NARの「霊の戦い」が、タリバンのようなイスラム過激派グループと類似していることを指摘した 。
ナショナル・パブリック・ラジオは2011年、NARの政治的影響力に関する議論を全米に放送した。NARの指導者と目されるルー・イングルとドン・フィントは、2011年8月6日にテキサス州ヒューストンで開催された、テキサス州知事リック・ペリーが主催する「ザ・レスポンス」という祈りのイベントに参加しているが、これはペリーの政治的視点にNARの信条が影響を与えていることの表れとされている。
NAR関係者によって2017年に出版された聖書翻訳である「The Passion Translation　ザ・パッション・トランスレーション」は、「聖書がNARの教えを支持しているかのように完全に書き換えられた節がある」と、NAR運動の研究者により指摘されている。
- 使徒的預言的運動
- ヨハネの黙示録
- 終末論
- 聖霊の第三の波
- キリスト教ナショナリズム
- キリスト教ファシズム